# Birino de Dorchester
Birino, Berin o Birin (en latín: Birinus; c. 600 - 3 de diciembre de 649 o 650), fue el primer obispo de Dorchester y fue conocido como el "Apóstol de los sajones occidentales" por su conversión del reino de Wessex al cristianismo. Es venerado como santo por la Iglesia católica, la Iglesia ortodoxa y las Iglesias Anglicanas.

## Biografía
Después de que Agustín de Canterbury realizara las conversiones iniciales en Inglaterra, Birinus, un franco, llegó al reino de Wessex en 634 y desembarco en el puerto de Hamwic, ahora en el área de St Mary's en Southampton. Durante el breve tiempo de Birinus en Hamwic, se fundó la Iglesia de Santa María.
Birino, monje benedictino, había sido nombrado obispo por Asterio en Génova, y el papa Honorio I creó la comisión para convertir a los sajones occidentales. En 635, persuadió al rey Cynegils de Sajonia Occidental para que le permitiera predicar. Cynegils estaba tratando de crear una alianza con Oswald de Northumbria, con quien tenía la intención de luchar contra los mercianos. En las conversaciones finales entre reyes, el problema fue que Oswald, siendo cristiano, no se aliaría con un pagano. Cynegils luego se convirtió y fue bautizado. Dio Birinus Dorchester-on-Thames para su sede episcopal. La comisión original de Birinus implicaba predicar en partes de Gran Bretaña donde no habían llegado los esfuerzos misioneros y puede haber incluido instrucciones para llegar a los mercianos. Pero finalmente se quedó en Wessex.
Se dice que Birinus participó activamente en el establecimiento de iglesias en Wessex. Birinus supuestamente sentó las bases de St Mary's en Reading, y otras iglesias como la iglesia de San Pedro y San Pablo, Checkendon, cerca de Reading. La tradición dice que Birinus construyó la primera iglesia en Ipsden, como una pequeña capilla en Berins Hill, a unas dos millas al este de la iglesia actual. Birinus bautizó en 636 al hijo de Cynegils, Cwichelm (fallecido en 636) y en 639, al nieto Cuthred (fallecido en 661), de quien fue su padrino.
Birinus murió en Dorchester el 3 de diciembre de 649 o 650.

## Veneración
La fiesta de Birinus es el 3 de diciembre en la Iglesia católica y la Iglesia ortodoxa, pero algunas iglesias celebran su fiesta el 5 de diciembre. Su fiesta se añadió al martirologio romano a finales del siglo XVI. En la Iglesia de Inglaterra, su fiesta cae el 4 de septiembre y tiene el estatus de conmemoración. Sus reliquias fueron finalmente trasladadas a Winchester después de su muerte.
Un pequeño número de iglesias parroquiales de la Iglesia de Inglaterra están dedicadas a Birinus, incluidas las de Berinsfield en Oxfordshire y Redlynch en Wiltshire. La iglesia católica en Dorchester, una de las primeras construidas después de la restauración de la jerarquía por el Papa Pío IX, también está dedicada a Birinus.